# 2010年广西岑溪市和容县接壤地区泥石流事件
广西岑溪市和容县接壤地区泥石流事件，为发生于2010年6月2日，广西岑溪市和容县接壤地区的一次泥石流事件。中国该地区暴雨七日后，暴发泥石流而造成43人死亡。
2010年6月1日下午19时至6月2日早上6时，玉林市普降暴雨到大暴雨，其中六王镇站点过程降雨量为210.5mm，最大降雨量集中在6月2日1时到3时。在强降雨的诱发下，容县六王镇六王村一陈村一龙头村一带约45km区域范围内暴发点多面广的群发型崩塌、滑坡、泥石流地质灾害数千处，毁坏民房2500多间，直接经济损失约1.24亿元。
事发地地形地貌，以低山丘陵为主，地形起伏大，山体标高一般200-400m，山顶呈浑圆状，山坡自然地形坡度30-60°，植被发育，以松树为主，少量竹子，植被覆盖率达90%以上。地层岩性：以花岗岩为主，主要为燕山期，岩性主要为含块石的砂砾粘土，结构松散，透水强。灾害区位于陆川岑溪区域性大断裂的南东侧。